# Mark McBain
Pour les articles homonymes, voir McBain.
 Mark Ian McBain, né le 30 octobre 1959 à Brisbane, est un ancien joueur de rugby à XV qui a joué avec l'équipe d'Australie.  Il évoluait au poste de talonneur.  

## Carrière
Il a eu sa première sélection avec l'équipe d'Australie le 22 octobre 1983 contre l'Italie. Son dernier test match fut contre les Lions britanniques, le 1er juillet 1989.
McBain a disputé la coupe du monde de rugby 1987. Après sa carrière de joueur, il a entraîné les Queensland Reds.

## Palmarès
- Nombre de test matchs avec l'Australie :  7